# Austrobuxus eugeniifolius
Austrobuxus eugeniifolius là một loài thực vật có hoa trong họ Picrodendraceae. Loài này được (Guillaumin) Airy Shaw mô tả khoa học đầu tiên năm 1974.